# محمدرضا حکیم‌زاده لاهیجی
محمّدرضا حکیم‌زادهٔ لاهیجی (۲۳ اسفند ۱۲۹۳ در لاهیجان – ۳ آبان ۱۳۵۸ در تهران) پزشک و نیکوکار ایرانی بود. وی بنیانگذار نخستین آسایشگاه سالمندان ایران در رشت و همچنین مؤسسه خیریه کهریزک است. وی را پدر آسایشگاه‌های معلولان و سالمندان ایران می دانند.

## زندگی
محمدرضا حکیم‌زاده لاهیجی در ۲۳ اسفند ۱۲۹۳ در محلّه غریب‌آباد لاهیجان به دنیا آمد.

## فعالیت‌ها

### در لاهیجان
او به سراغ میخ‌فروش محله، نجار، بنا و سرمایه‌گذار می رفت و برای نخستین بار در پاسخ به دغدغه‌های نیکوکاری‌اش، نخستین مدرسه را در زادگاهش غریب‌آباد لاهیجان، با همت و همیاری مردم بنا نهاد. پس از ساخت و بهره‌برداری از این مدرسه که به نام وی نامگذاری شده‌است، باز با همان شیوه مردمی و انسانی و با کمک مردم به ساخت یک یتیم‌خانه پرداخت، این مرکز در ۶۰ سال پیش علاوه بر لاهیجان، در شهرهای دور و نزدیک نیز معرفی شد و مورد تحسین قرار گرفت.
آوازه خدمتگزاری و محبت باطنی حکیم‌زاده به مردم، موجب شد تا او را به رشت بخوانند تا در گستره وسیع‌تری به خدمات انسانی خود بپردازد.

### در رشت
حکیم‌زاده در رشت هم با همان حال و هوای خود به تلاش پیوسته‌اش ادامه داد و با کمک آرسن میناسیان، یک نیکوکار مسیحی و با همان شیوه همراهی‌گرفتن از مردم، سازمان خیریه‌ای را بنا نهاده و آسایشگاه سالمندان رشت را تأسیس نمود.

### در تهران

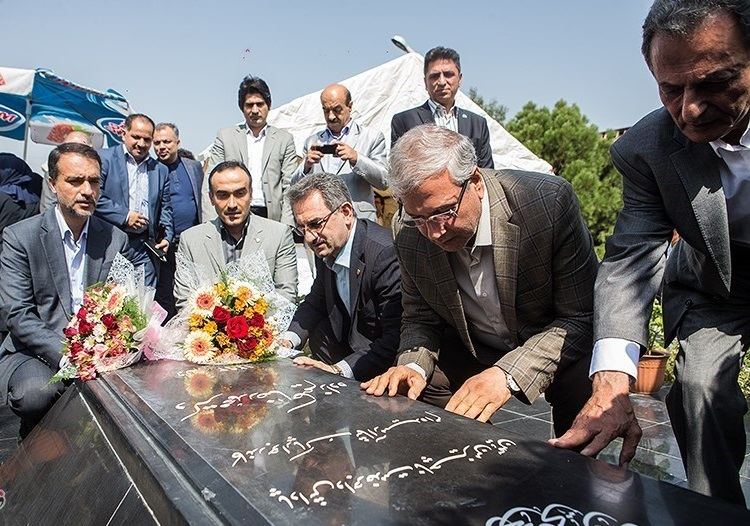
علی ربیعی، وزیر رفاه ایران بر سر مزار حکیم زاده

او به تهران رفت و دامنه فعالیت‌اش گسترده‌تر شد. مدیریت بیمارستان نجات به وی محول شد. در آن‌جا هم دست روی دست نگذاشت و با همان شوق و شور الهی با حسین دواچی به کار اساسی آمارگیری و نشانه‌گذاری بیماری‌های مسری پرداخت، کاری عظیم با بازدهی سلامت‌آفرینی برای قشر وسیعی از مردم که در ندانم‌کاری و ناآگاهی رنج می‌کشیدند. حکیم زاده بار غم و ناملایمات را از روی دوش بسیاری از این جماعت برداشت. خیران تهران وقتی آوازه عشق به خدمت حکیم زاده را دیدند، گِردش حلقه زدند، به یاری‌اش آمدند و آسایشگاه معلولین و سالمندان کهریزک را بنیان گذاشتند.

## درگذشت
حکیم زاده پس از سال‌ها تلاش در امر نیکوکاری در ۳ آبان ۱۳۵۸ درگذشت و در آسایشگاه معلولین و سالمندان کهریزک تهران، مکان خیریه‌ای که خود تأسیس کرده بود به خاک سپرده شد.